# Maria Helena Rosas Fernandes
Maria Helena Rosas Fernandes (Brazópolis, 8 de julho de 1933) é uma conceituada compositora brasileira de música erudita, reconhecida internacionalmente, e também regente e pianista.
Em 2010, recebeu a comenda Carlos Gomes (2010) e, em 2013, o prêmio da Associação dos Críticos de Arte de São Paulo (2013) pelo conjunto da sua obra musical.
Seu trabalho é citado, entre outras obras, no New Grove Dictionary of Women Composers e na Aaron I Cohen International Encyclopedia of Women Composers (Estados Unidos, 1987).
Maria Helena é membro da Sociedade Brasileira de Música Contemporânea.

## Principais obras
Ópera
- Marília de Dirceu, 1994, 1h30min, Opera em 3 atos, libreto: Isolde Helena Brans.
- Anita Garibaldi, 2012, 1h06min, Opera em 3 atos e um prólogo, libreto: Maria helena Rosas Fernandes.